# Austral argentino

Simbolo dellaustral argentino (Unicode U+20B3)

L'austral è stata la valuta dell'Argentina tra il 15 giugno 1985 e il 31 dicembre 1991. Era suddiviso in 100 centavos. Il simbolo era una A maiuscola con una linea orizzontale supplementare (si veda l'immagine). Tale simbolo comparve su tutte le monete emesse in questa valuta (incluse quelle denominate in centavo), al fine di distinguerle da quelle relative alle valute precedenti. Il Codice ISO 4217 era ARA.

## Storia
L'austral sostituì il peso al cambio di 1 austral = 1 000 peso argentini
Nel 1983 il governo militare durante il periodo di transizione verso le elezioni democratiche previste ad ottobre decise una riforma per sostituire il peso ley al cambio di 1 peso argentino = 10 000 pesos ley. La delicata situazione politica interna, però, non riuscì a impedire la rapida caduta dell'unità nei cambi ufficiosi del mercato nero, e appena due anni dopo, nel 1985, fu a sua volta rimpiazzato dall'austral. Il cambio ufficiale fissato dal governo scoraggiò per qualche tempo il mercato nero dalla valuta, ma già a un anno dalla sua nascita l'Austral vide la minaccia della sua caduta sui mercati valutari mondiali, e lo scarto fra il cambio ufficiale e quello clandestino divenne a mano a mano sempre più ampio. Di conseguenza venne accentuandosi la sfiducia dei cittadini verso la nuova moneta e il loro rifugiarsi nelle valute straniere forti, fenomeno tipico dei paesi in gravi difficoltà economiche. Nel 1989, eletto presidente Carlos Menem, questi accentuò la politica di austerità faticosamente iniziata da Alfonsin, frenando in qualche modo il fenomeno inflattivo. Menem, con un provvedimento senza precedenti che voleva dare una sferzata psicologica all'avvitarsi continuo della moneta argentina e concederle fiducia, la parificò al valore del Dollaro USA, garantendone incondizionatamente il cambio. Fu così che l'Austral venne a sua volta rimpiazzato dal nuevo peso il 1º gennaio 1992 al cambio di 1 nuevo peso = 10 000 austral.

## Monete
Nel 1985 furono introdotte monete da ½, 1, 5, 10 e 50 centavo. I pezzi da ½ centavo furono emessi solamente nel 1985, mentre la produzione degli 1 centavo cessò nel 1987, quella dei 5 centavo cessò nel 1988, e quella delle altre monete in centavo terminò nel 1989. Sempre nel 1989 furono emesse monete da 1, 5 e 10 austral, seguite nel 1990 e 1991 dai tagli da 100, 500 e 1 000 austral.
| Imagine | Valore        | Diritto              | Data della prima emissione | Data del ritiro  | Composizione            | Diametro |
| ------- | ------------- | -------------------- | -------------------------- | ---------------- | ----------------------- | -------- |
|         | ½ centavo     | Fornaio rosso        | 23 settembre 1985          | 31 dicembre 1991 | rame-alluminio (92%-8%) | 19 mm    |
|         | 1 centavo     | Nandù                | 23 settembre 1985          | 31 dicembre 1991 | rame-alluminio (92%-8%) | 20 mm    |
|         | 5 centavo     | Puma                 | 23 settembre 1985          | 31 dicembre 1991 | rame-alluminio (92%-8%) | 23 mm    |
|         | 10 centavo    | Stemma               | 14 ottobre 1985            | 31 dicembre 1991 | rame-alluminio (92%-8%) | 21 mm    |
|         | 50 centavo    | Libertà              | 14 ottobre 1985            | 31 dicembre 1991 | rame-alluminio (92%-8%) | 23 mm    |
|         | 1 austral     | Buenos Aires Cabildo | 27 marzo 1989              | 31 dicembre 1991 | Alluminio               | 20 mm    |
|         | 5 austral     | Casa de Tucumán      | 22 maggio 1989             | 31 dicembre 1991 | Alluminio               | 22 mm    |
|         | 10 austral    | Casa del Acuerdo     | 26 giugno 1989             | 31 dicembre 1991 | Alluminio               | 22 mm    |
|         | 100 austral   | Stemma               | 28 novembre 1990           | 31 ottobre 1993  | Alluminio               | 21 mm    |
|         | 500 austral   | Stemma               | 1º novembre 1990           | 31 ottobre 1993  | Alluminio               | 23 mm    |
|         | 1 000 austral | Stemma               | 28 novembre 1990           | 31 ottobre 1993  | Alluminio               | 24 mm    |

## Banconote
Nel 1985 ebbero luogo emissioni provvisorie consistenti in banconote da 1 000, 5 000 e 10 000 pesos argentino sovrastampati con i valori 1, 5 e 10 austral. Tra il 1985 e il 1991, la Banca Centrale emise le banconote definitive.
| Immagine | Valore          | Commenti           | Ritratto              | Data della prima emissione | Data del ritiro  |
| -------- | --------------- | ------------------ | --------------------- | -------------------------- | ---------------- |
|          | 1 austral       | Provvisorio        | José de San Martín    | 31 ottobre 1985            | 31 ottobre 1991  |
|          | 1 austral       | Definitivo         | Bernardino Rivadavia  | 31 ottobre 1985            | 31 ottobre 1991  |
|          | 5 austral       | Provvisorio        | Juan Bautista Alberdi | 31 ottobre 1985            | 31 ottobre 1991  |
|          | 5 austral       | Definitivo         | Justo José de Urquiza | 28 febbraio 1986           | 31 ottobre 1991  |
|          | 10 austral      | Provvisorio        | Manuel Belgrano       | 31 ottobre 1985            | 31 ottobre 1991  |
|          | 10 austral      | Definitivo         | Santiago Derqui       | 30 dicembre 1985           | 31 ottobre 1991  |
|          | 50 austral      | Definitivo         | Bartolomé Mitre       | 23 giugno 1986             | 31 dicembre 1991 |
|          | 100 austral     | Definitivo         | Domingo F. Sarmiento  | 25 novembre 1985           | 1º giugno 1992   |
|          | 500 austral     | Definitivo         | Nicolás Avellaneda    | 2 maggio 1988              | 1º giugno 1992   |
|          | 1 000 austral   | Definitivo         | Julio A. Roca         | 30 settembre 1988          | 1º giugno 1992   |
|          | 5 000 austral   | Definitivo         | Miguel Juárez Celman  | 26 maggio 1989             | 1º ottobre 1992  |
|          | 10 000 austral  | Provvisorio        | José de San Martín    | 31 luglio 1989             | 31 agosto 1991   |
|          | 10 000 austral  | Definitivo         | Carlos Pellegrini     | 25 agosto 1989             | 1º ottobre 1992  |
|          | 50 000 austral  | Provvisorio        | José de San Martín    | 2 giugno 1989              | 31 agosto 1991   |
|          | 50 000 austral  | Definitivo         | Luis Sáenz Peña       | 8 novembre 1989            | 2 gennaio 1993   |
|          | 100 000 austral | Definitivo         | José E. Uriburu       | 21 maggio 1990             | 2 gennaio 1993   |
|          | Provvisorio     | José de San Martín | 2 luglio 1990         | 31 ottobre 1991            |                  |
|          | Definitivo      | Manuel Quintana    | 1º novembre 1990      | 2 gennaio 1993             |                  |

Tutte le banconote ad eccezione di quelle provvisorie mostrano sul retro la Libertà con una fiaccola e uno scudo. Le banconote provvisorie furono prodotte modificando la stampa dei pesos argentino in vigore dal 1983. Sul diritto, venne cancellata la parola "PESOS", mentre nei disegni sul retro venne sostituita l'immagine con il valore espresso in parole senza spazi in diverse righe. Il valore era espresso su entrambe le facce nella forma "A 10 MIL" (10 000 austral), "A 50 MIL" (50 000 austral) e "A 500 MIL" (500 000 austral).